# Elizabeth Lee Hazen
Elizabeth Lee Hazen (Mississipi, 24 d'agost de 1885 – 24 de juny de 1975) fou una fisiòloga i microbiòloga coneguda per la seva contribució al desenvolupament de la nistatina.
La seva educació es va enfocar des de molt jove cap a la ciència i la recerca de manera que va acabar desenvolupant una gran passió per la microbiologia. L'any 1948 es va associar amb Rachel Fuller Brown per desenvolupar la nistanina, el primer tractament farmacològic no tòxic per les infeccions fúngiques en els éssers humans. La seva recerca va tenir múltiples i variades aplicacions que anaven des de salvar arbres infectats fins a la restauració de pintures i obres d'art danyades a causa de floridures.

## Primers anys i educació
Elizabeth va néixer a l'agost de 1885, a Rich, Mississipi, fill de William Edgar Hazen i Maggie Harper. Els seus pares van morir quan ella tenia quatre anys, i juntament amb els seus altres dos germans van ser adoptats per uns oncles seus.
Va assistir a la Universitat de Mississipi per a la Dona (llavors Institut Industrial Mississipi), i va obtenir una llicenciatura en ciències l'any 1910. Mentre seguia amb l'ensenyament de biologia a l'escola secundària de Jackson, Mississipi, va continuar la seva educació anant a escoles d'estiu a la Universitat de Tennessee i a la Universitat de Virgínia. Després d'acabar els seus estudis, Hazen va ser acceptada en el departament de biologia de la Universitat de Colúmbia per fer estudis de postgrau. En aquesta mateixa universitat va completar el seu màster en biologia l'any 1917 i un doctorat en microbiologia l'any 1927. Va exercir com a tècnic de laboratori per al diagnòstic durant la Primera Guerra Mundial. En la dècada de 1920, mentre estudiava a la Universitat de Colúmbia, Hazen va treballar amb ricina i el seu efecte sobre la toxina botulínica.

## Premis
Cap al final de la seva vida, va rebre una sèrie de premis pel seu èxit, inclosos el Premi Squibb en quimioteràpia, el Premi Benham Rhoda de la Medical Mycological Society of the Americas, un títol honorari de Hobart and William Smith Colleges, i el Premi Química Pioneer de l'Institut Americà de Químics. Després de la seva mort, Hazen va ser nominada i acceptada en el Saló de la Fama d'Inventors Nacionals l'any 1994.